# Daena Soares
Daena Soares   (Parròquia de Manchester, 22 de març de 1999) és una model i reina de bellesa jamaicana.
Tot i que va néixer el 22 de març de 1999 a la parròquia de Manchester, es va criar a la parròquia de Saint Elizabeth, concretament a Junction. Forma part d'una família nombrosa: té tres germanes grans i dos germans petits. Un dels seus passatemps preferits és la natació. A més, es defineix com a lletraferida.
Del 2011 al 2017 va estudiar a la Hampton High School i, entre el 2017 i el 2021, va llicenciar-se en anatomia a la Universitat de les Índies Occidentals a Mona, a Kingston.
El febrer del 2019, va participar en Miss Towers 2019, concurs en la qual va obtenir el sisè lloc. L'abril del 2021, va ser la vencedora del concurs Miss Universe Jamaica Center. L'octubre del mateix any va guanyar la segona edició del certamen nacional de bellesa Miss Universe Jamaica enfront de nou contrincants a l'Hotel Riu Montego Bay. Van quedar en segon i tercer lloc Trishani Weller i Lauren Less, respectivament. Soares també va guanyar la categoria a la model més fotogènica i va empatar en la de simpatia amb Weller.
En conseqüència, aquell desembre va representar Jamaica a la competició mundial Miss Univers 2021, la cerimònia de la qual es va dur a terme a la localitat israeliana d'Elat. Tot i que no va arribar a ser una de les 16 finalistes, va ser la primera vegada que una participant jamaicana era semifinalista. Soares ha declarat que en el futur, atesa la seva formació, li agradaria regentar un spa per a hòmens i dones.
Soares és una ferma defensora de l'empoderament femení i s'ha associat tant amb organitzacions governamentals com amb d'altres de no governamentals per a garantir l'accés als recursos per a dones i nenes i crear oportunitats per a elles. Ha tractat problemes com l'embaràs adolescent i la pobresa menstrual. El juny del 2021 va mostrar suport pel moviment Black Lives Matter a Instagram.